# Sándor Légrády
Sándor Légrády (* 12. März 1906 in Budapest; † 15. Juli 1987 ebenda) war ein ungarischer Graphiker und Maler. Besondere Bekanntheit erlangte er durch das Entwerfen und die Gestaltung von Briefmarken.

## Leben

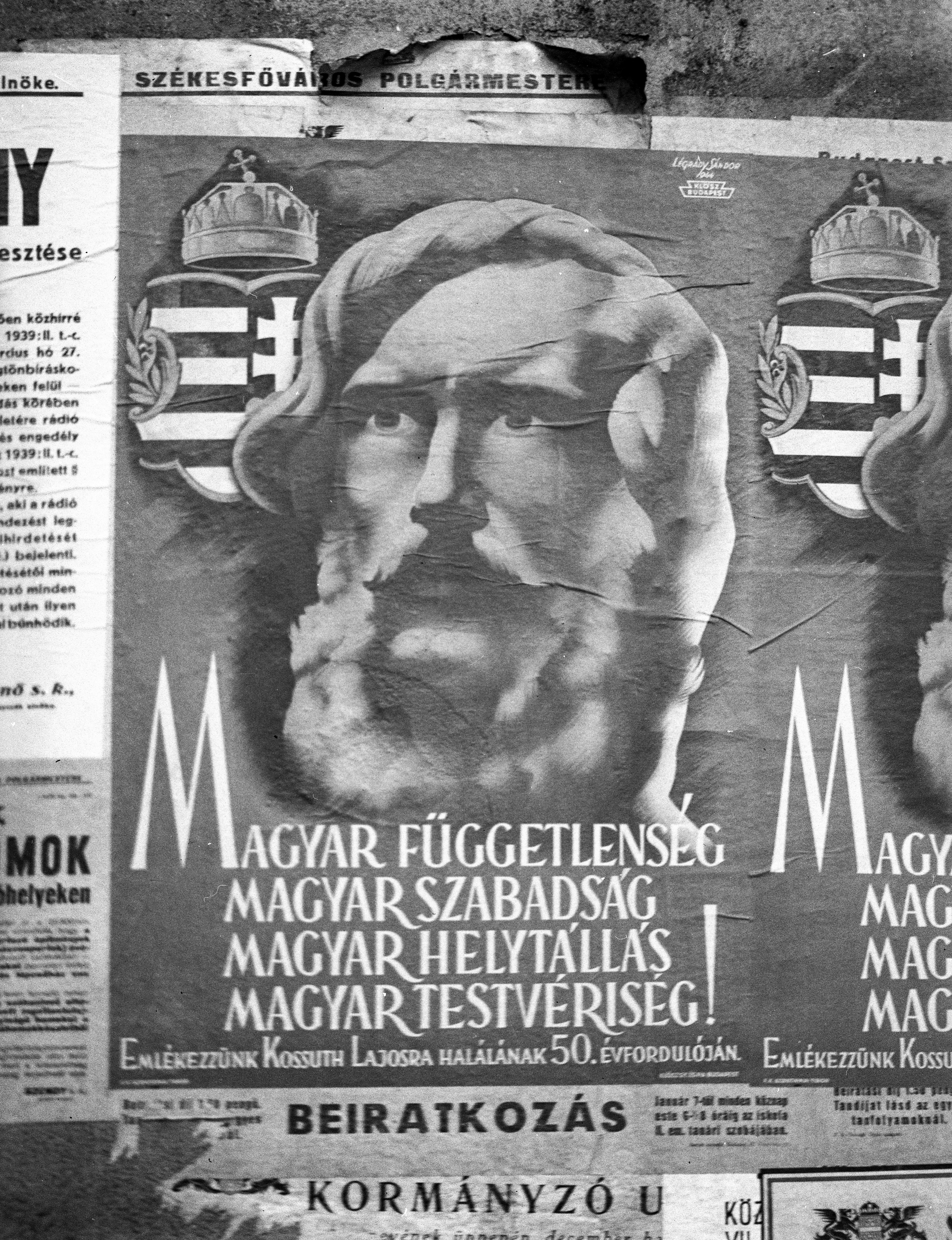
Plakat zum Gedenken an den Tod von Lajos Kossuth vor 50 Jahren (1944)

Légrády studierte ab 1921 Goldschmiedekunst an der Hochschule für Kunstgewerbe (Magyar Iparművészeti Főiskola) und ab 1925 Glasmalerei an der Kunstgewerbeschule (Iparrajz Iskola). 1926 wurde er mit der Gestaltung der Glasfenster der Felsenkapelle am Gellértberg betraut. Durch den Einfluss des Graphikers Endre Horváth wandte er sich der Druckgrafik zu. Ende der 1920er Jahre wurde er in der Staatsdruckerei angestellt, wo er begann Briefmarken zu entwerfen. Seine erste Briefmarke mit einem Porträt von Szent Erzsébet wurde 1932 veröffentlicht. Im selben Jahr schuf er eine Serie von Briefmarken mit den Porträts berühmter ungarischer Persönlichkeiten. Durch die Anwendung der Tiefdrucktechnik wurde er zu einem Neuerer der ungarischen Briefmarkengestaltung. 1936 schuf er die Luftpostbriefmarkenserie Repülő, welche auf der internationalen Briefmarken- und Münzausstellung in Tampa ausgezeichnet wurde. Seine 1938 veröffentlichte Briefmarkenserie anlässlich des 900. Todesjahres von Szent István gewann den ersten Preis bei einer Ausstellung in Buenos Aires. Seine Briefmarkenentwürfe schuf er meist mit Bleistift, Tusche und Tempera, drei- bis viermal größer als das Original. Während des Zweiten Weltkriegs gestaltete er auch Plakate. Laut Magyar Katolikus Lexikon wurde er 1941 zum Staatssekretär ernannt. Zu den bekanntesten Briefmarken von ihm zählen die der Serie Közlekedés zum Thema Verkehr, die auf vielen Postsendungen der 1960er und 1970er Jahre zu finden waren. Der letzte Entwurf von Légrády wurde 1980 zum 925. Jahrestag der Gründungsurkunde der Abtei Tihany herausgegeben. Er starb sieben Jahre später im Alter von 81 Jahren.
Sein Grab befindet sich auf dem Farkasréti temető (Friedhof Farkasrét) im XII. Budapester Bezirk.